# Kerlouan
Kerlouan (bretonisch Kerlouan) ist ein Ort und eine französische Gemeinde im Département Finistère mit 2028 Einwohnern (Stand 1. Januar 2022).

## Lage und Klima
Kerlouan befindet sich im Pays de Léon im Nordwesten der Bretagne in unmittelbarer Nähe der Küste des Ärmelkanals. Die Hafenstadt Brest liegt 35 km (Fahrtstrecke) südwestlich und Paris etwa 590 km östlich. Das Klima ist wechselhaft; Regen (ca. 800 mm/Jahr) fällt überwiegend im Winterhalbjahr.

## Bevölkerungsentwicklung
| Jahr                       | 1800 | 1851 | 1901 | 1954 | 1999 | 2021 |
| Einwohner                  | 3244 | 3405 | 2865 | 2745 | 2238 | 2058 |
| Quellen: Cassini und INSEE |      |      |      |      |      |      |

Die Mechanisierung der Landwirtschaft und die Stilllegung von bäuerlichen Kleinbetrieben („Höfesterben“) haben in hohem Maße zum Rückgang der Bevölkerungszahl beigetragen.

## Wirtschaft
Die Bevölkerung lebte als Selbstversorger jahrhundertelang von der Landwirtschaft und vom Fischfang. Manchmal verschaffte man sich ein mehr oder weniger legales Zubrot durch die Plünderung gestandeter Schiffe nach dem Strandrecht (droit de bris). Erst mit der Verbesserung der Infrastruktur wurde regionale und überregionale Absatzmärkte erschlossen. Im 20. Jahrhundert kam der Tourismus als Einnahmequelle hinzu.

## Geschichte
Die eher kleine und abgelegene Gemeinde lag außerhalb der Interessensphäre der französischen und internationalen Politik.

## Sehenswürdigkeiten

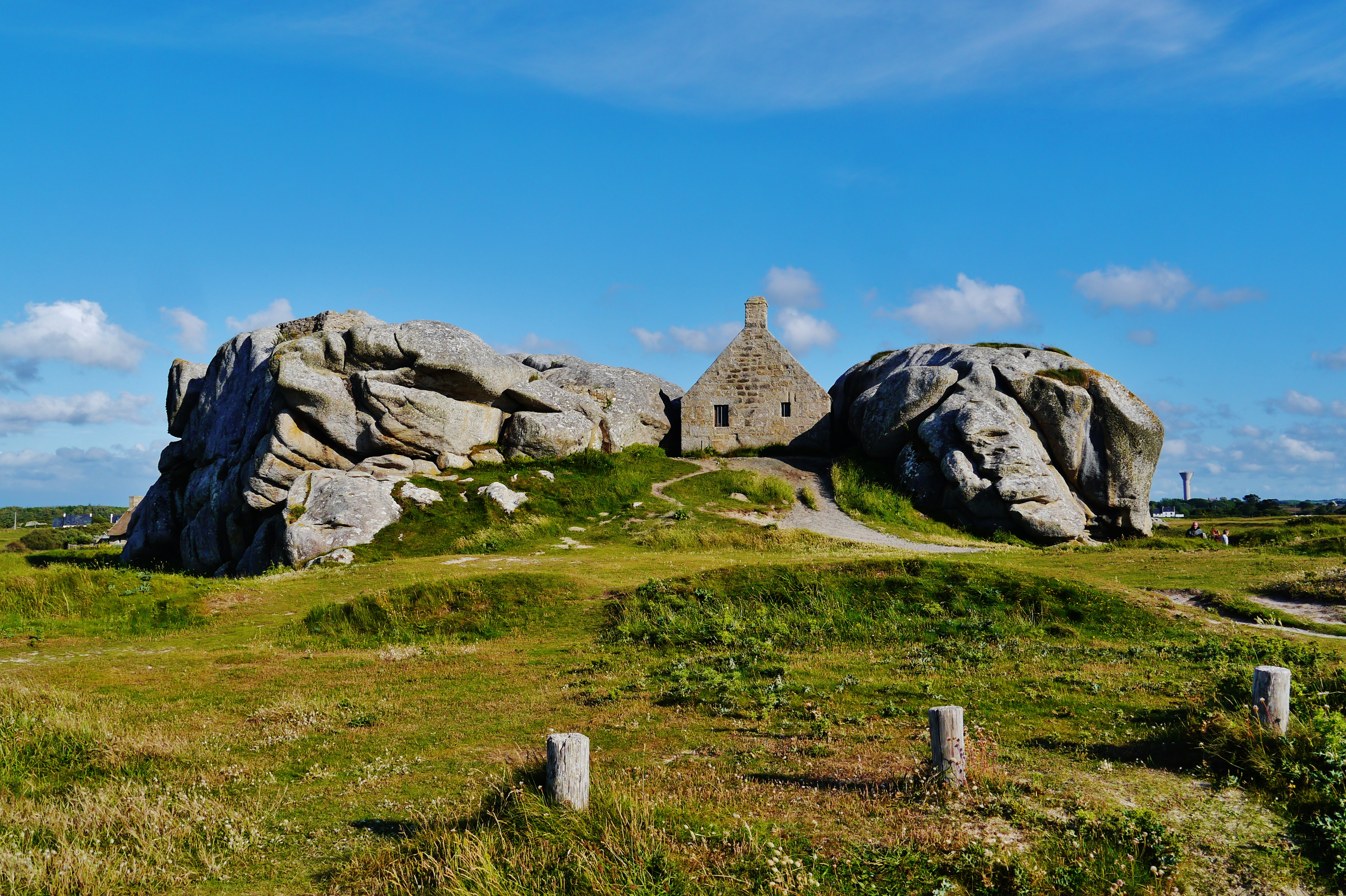
Ehem. Wachhaus in Ménez Ham (auch Meneham)

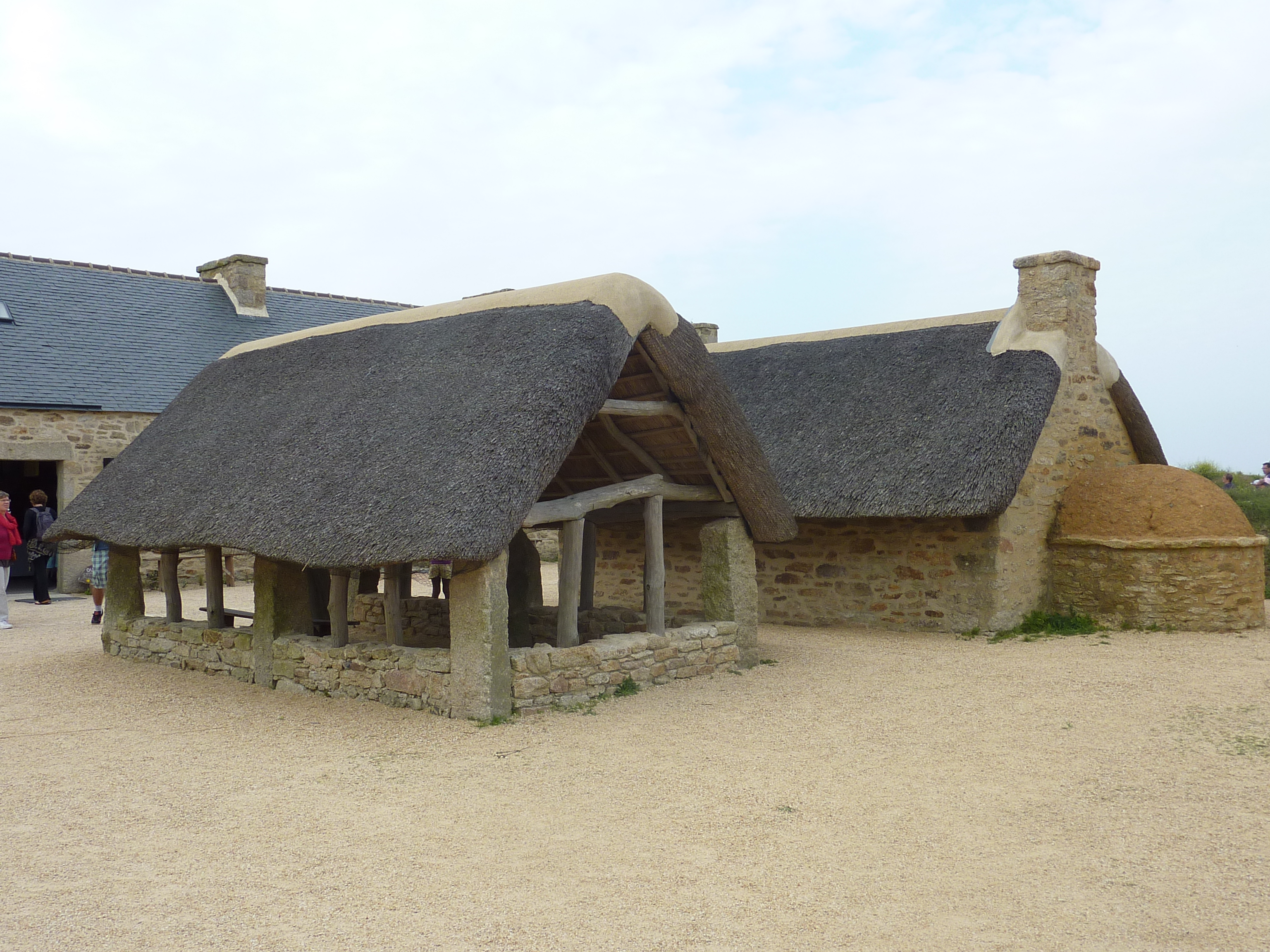
Weiler Meneham

- Die Atlantikküste mit ihren massiven Granitfelsen sind ein beliebtes Bouldergebiet, die Felsen am Strand werden vorwiegend aufgrund ihrer niedrigen Höhe zum Bouldern genutzt.[1]
- Pfarrkirche Saint-Brévalaire, umgebaut 1864
- Herrenhaus im Weiler Kerivoas aus dem 16. Jahrhundert, seit 2001 teilweise als Monument historique anerkannt
- Allée couverte im Estuaire de la Quillimadec auch Allée couverte von Porz Huel
- Menhir von Kervizouarn
- Menhir von Théven
- Kapelle Saint-Anne aus dem 16. Jahrhundert, weitgehend umgestaltet im 17. Jahrhundert, ehemalige Pfarrkirche
- Kapelle Saint-Egarec
- Kapelle Notre-Dame im Weiler Le Croazou, erbaut 1832
- Kapelle Saint-Guénal im Weiler Lestorquet, gegen 1521 errichtet
- Kapelle Saint-Sauveur, erbaut 1863
- Museumsdorf Ménez Ham aus dem 18. Jahrhundert
- Ehemaliger Wachtposten im Weiler Ménez Ham aus dem 18. Jahrhundert, im Zweiten Weltkrieg ausgebaut
- Reste eines ehemaligen Wachtpostens im Weiler Kerbizien aus dem 18. Jahrhundert
- Viele Reste von Befestigungen des Atlantikwalls
- In der Nähe von Kerlouan befindet sich ein 300 m hoher Sendemast des französischen Militärs, über den Befehle an getauchte U-Boote gesendet werden.[2]

Siehe auch: Liste der Monuments historiques in Kerlouan

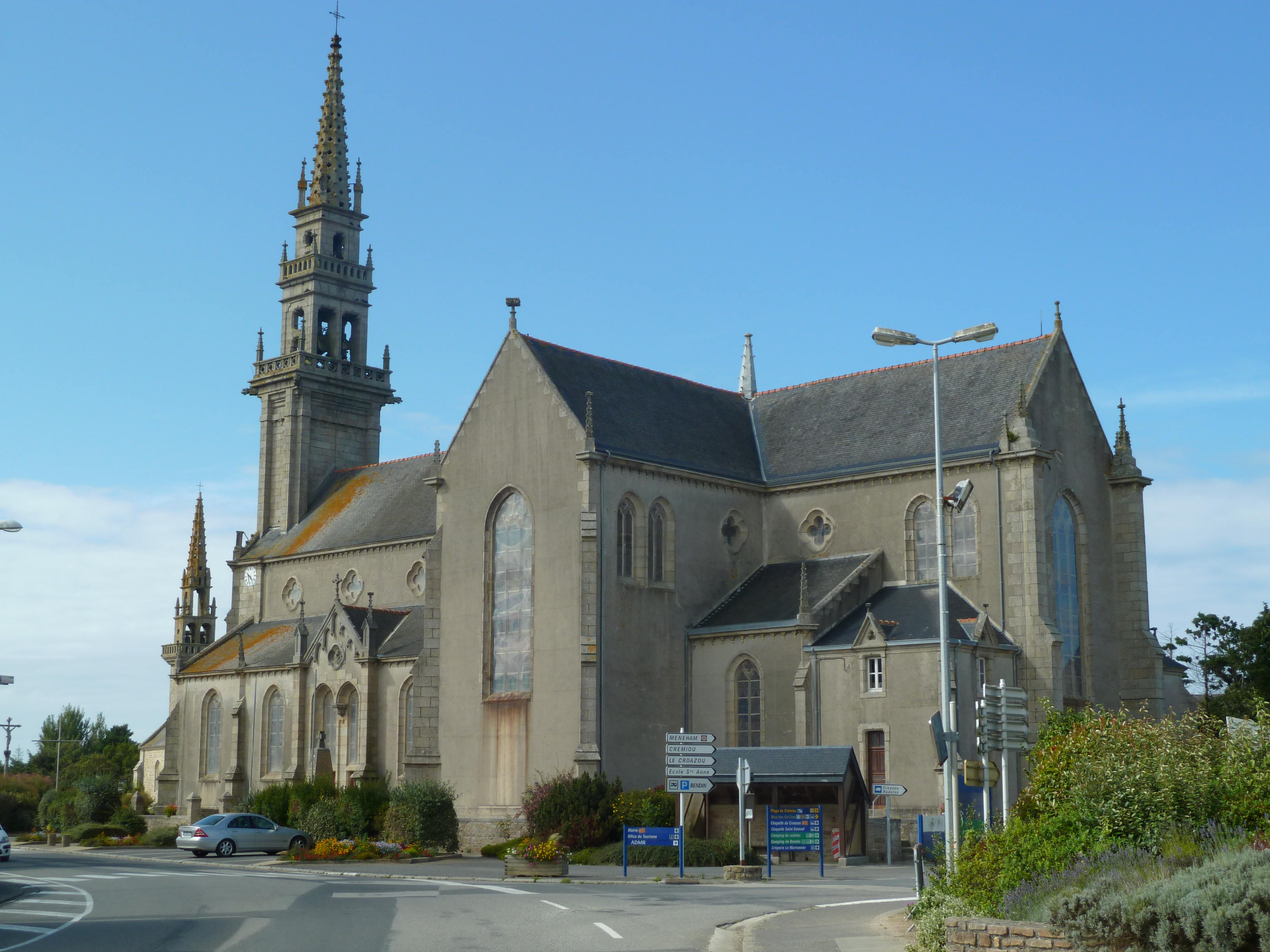
Pfarrkirche Saint-Brévalaire
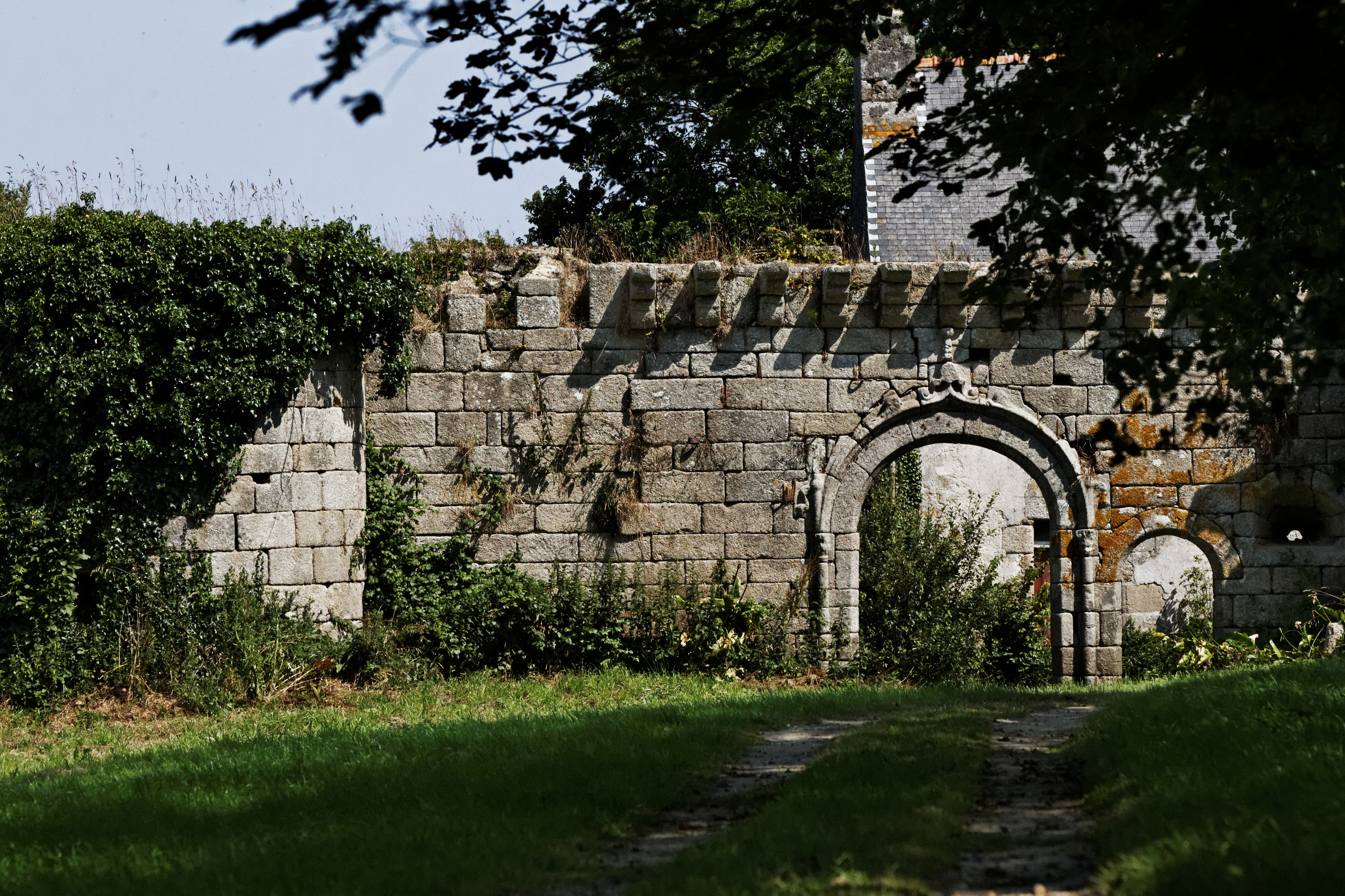
Herrenhaus im Weiler Kerivoas
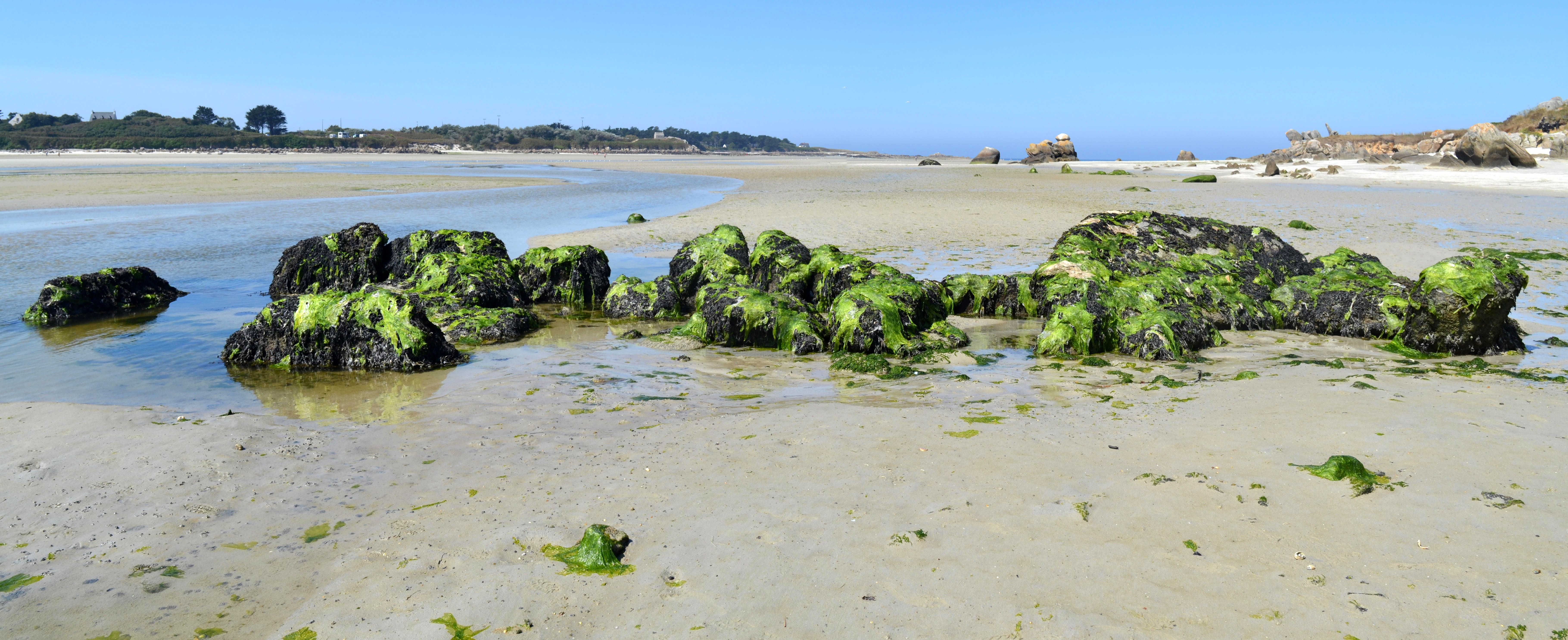
Allée couverte von Porz Huel
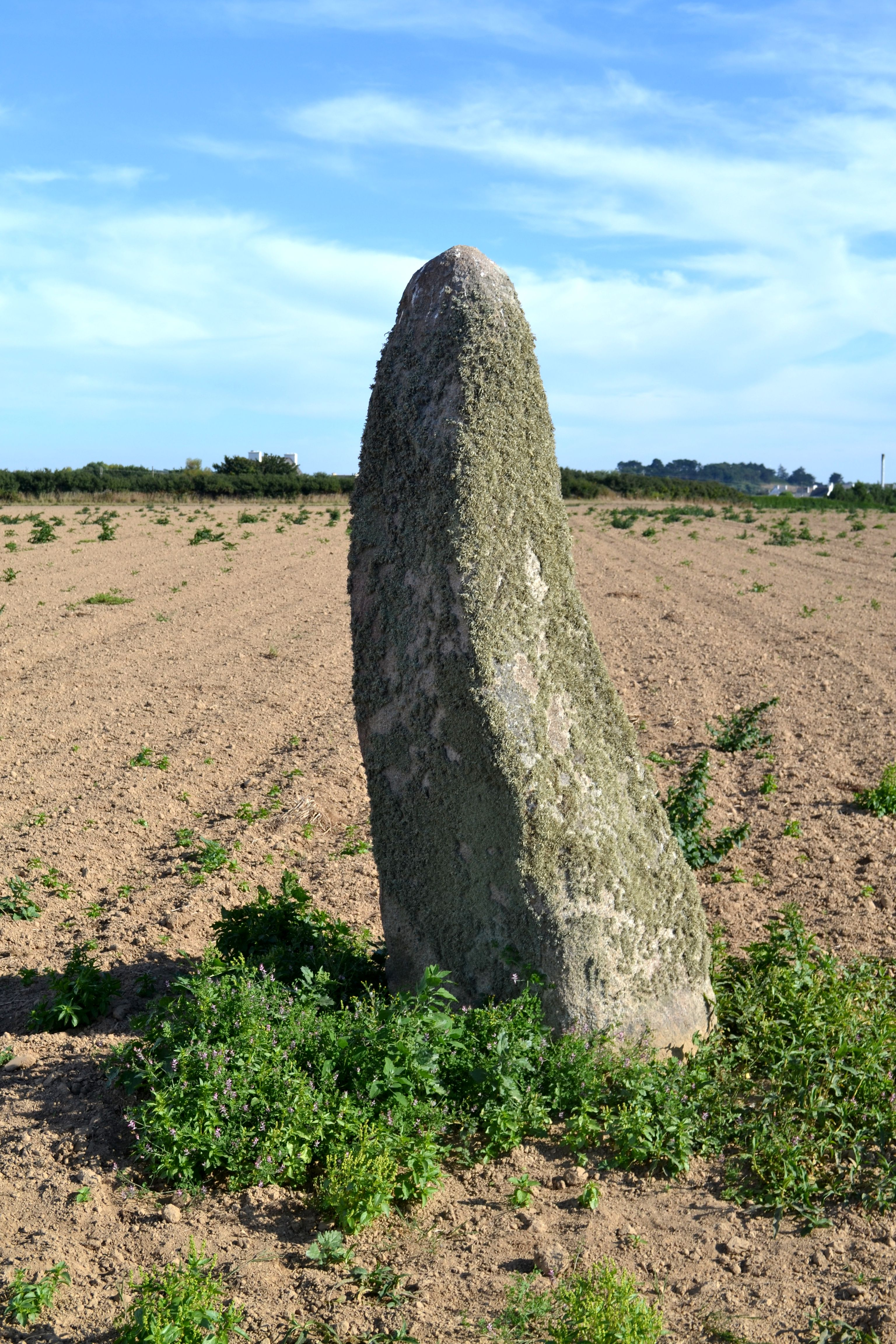
Menhir von Kervizouarn
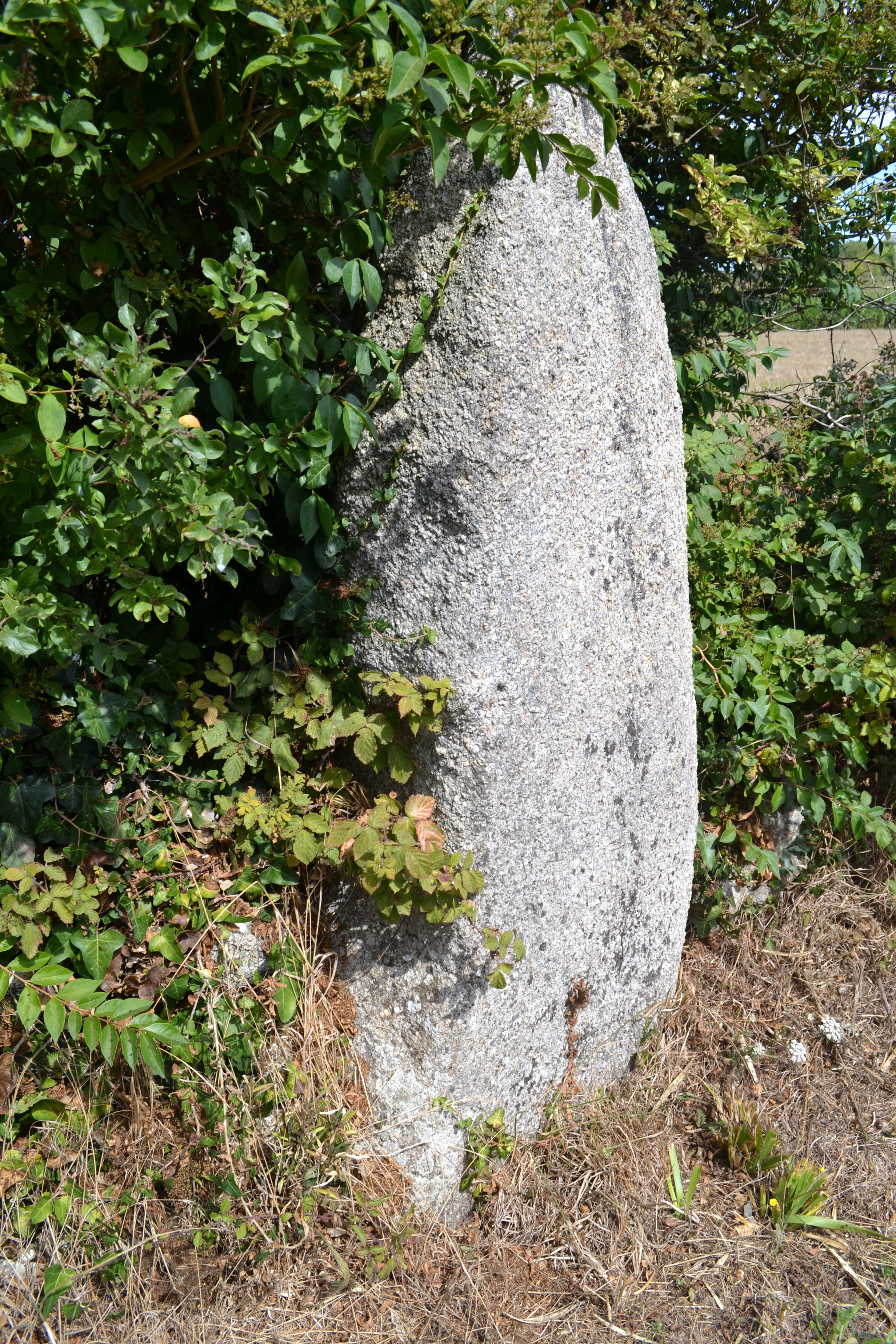
Menhir von Théven
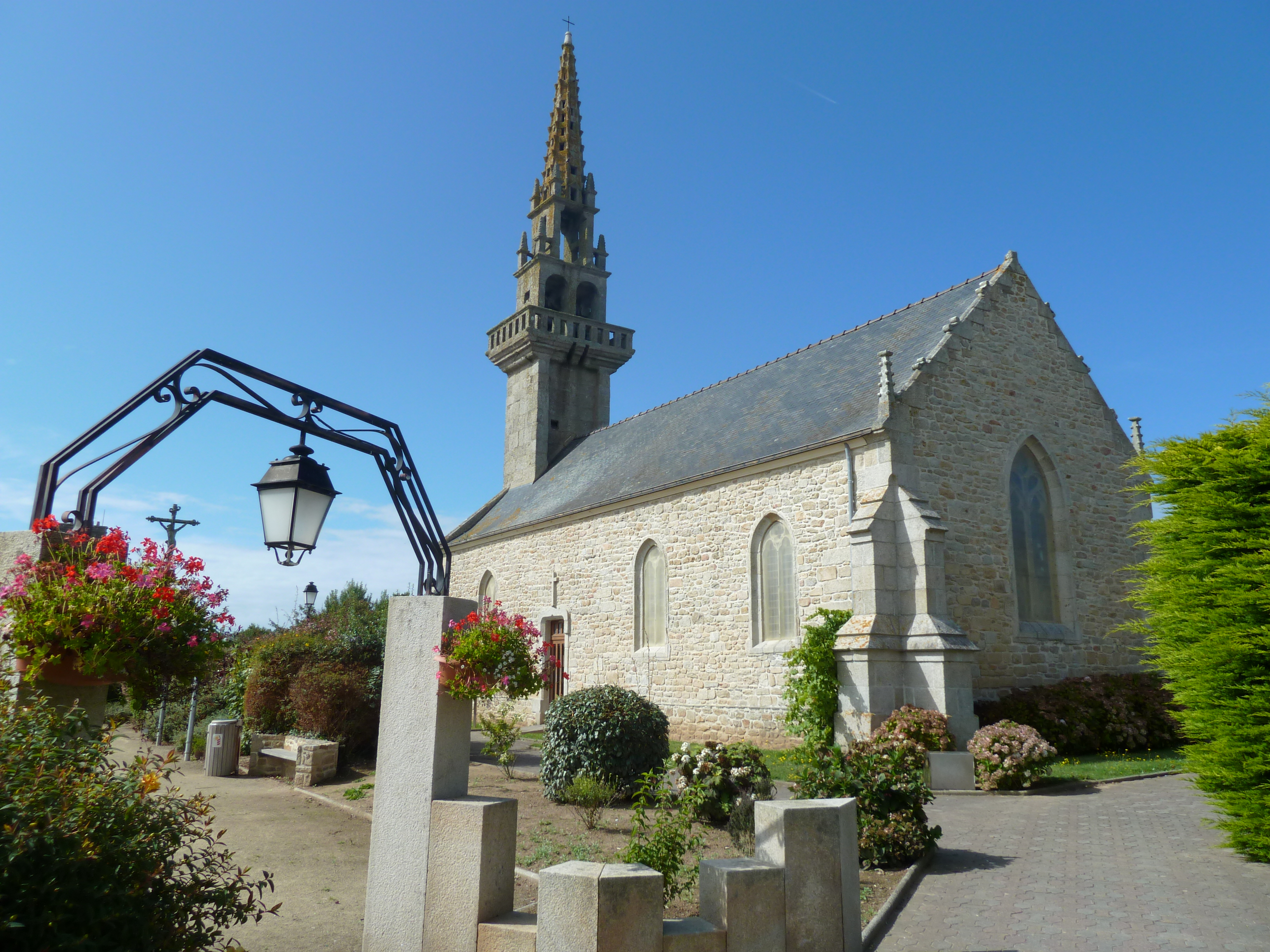
Kapelle Saint-Anne
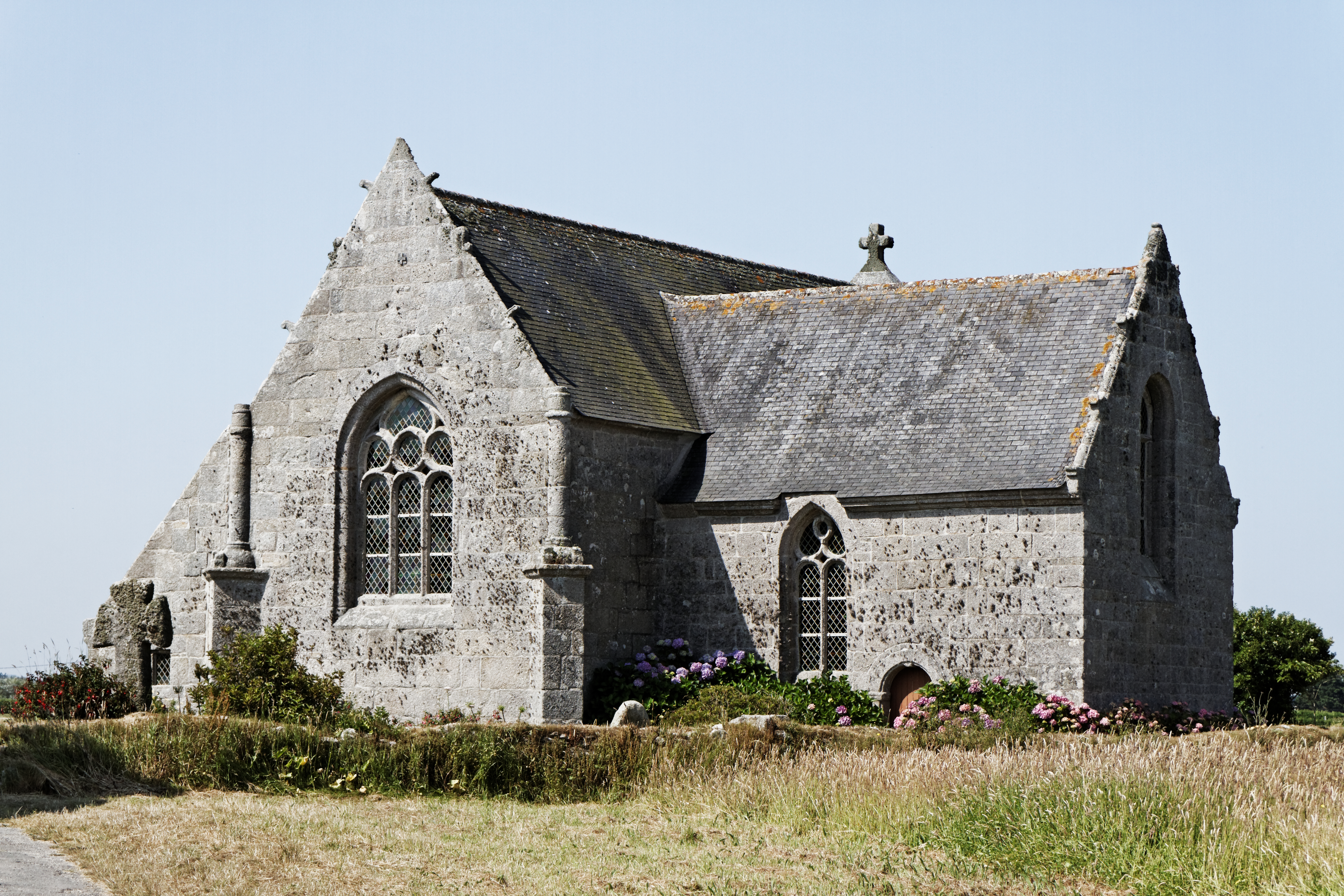
Kapelle Saint-Egarec
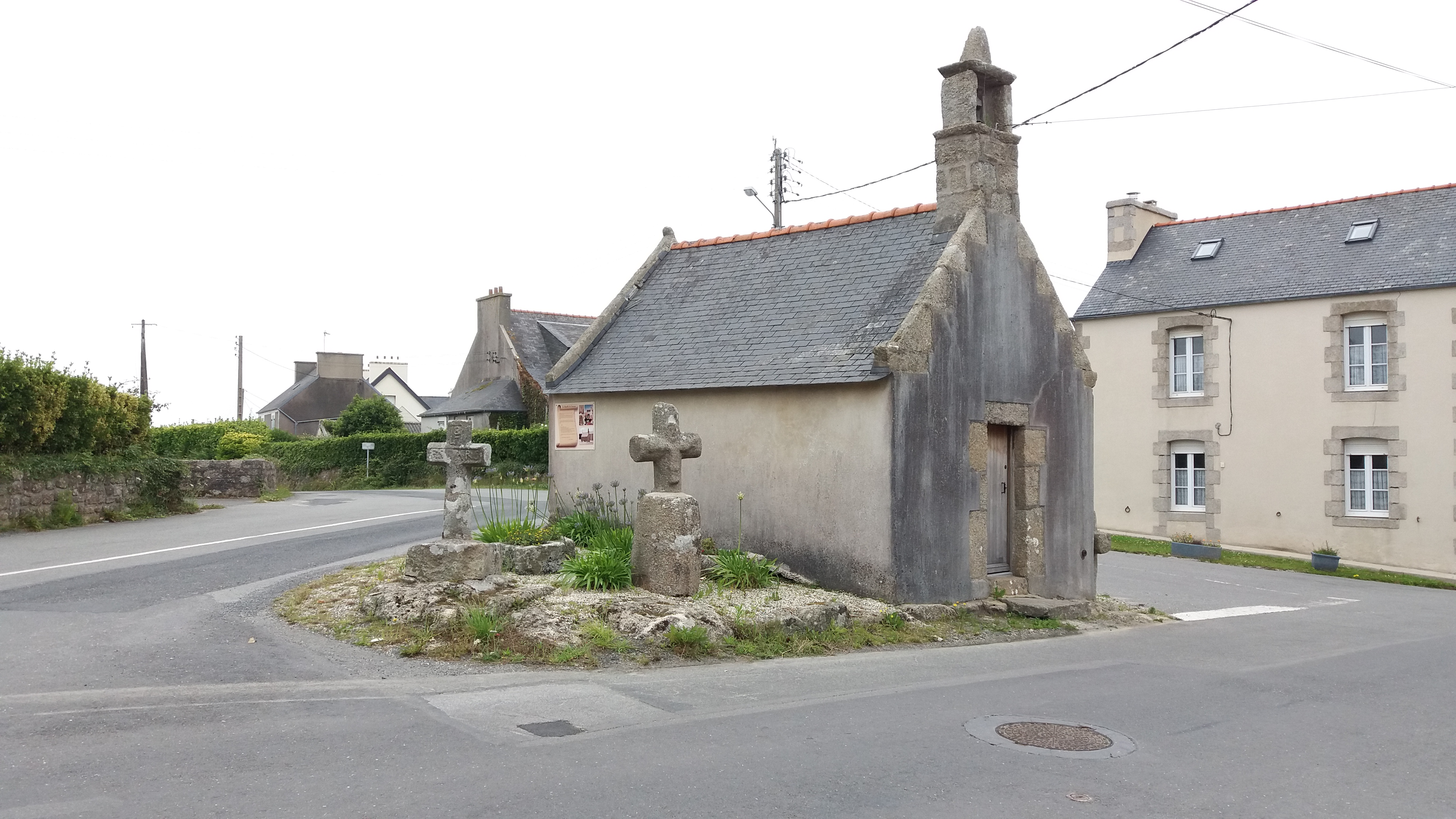
Kapelle Notre-Dame im Weiler Le Croazou
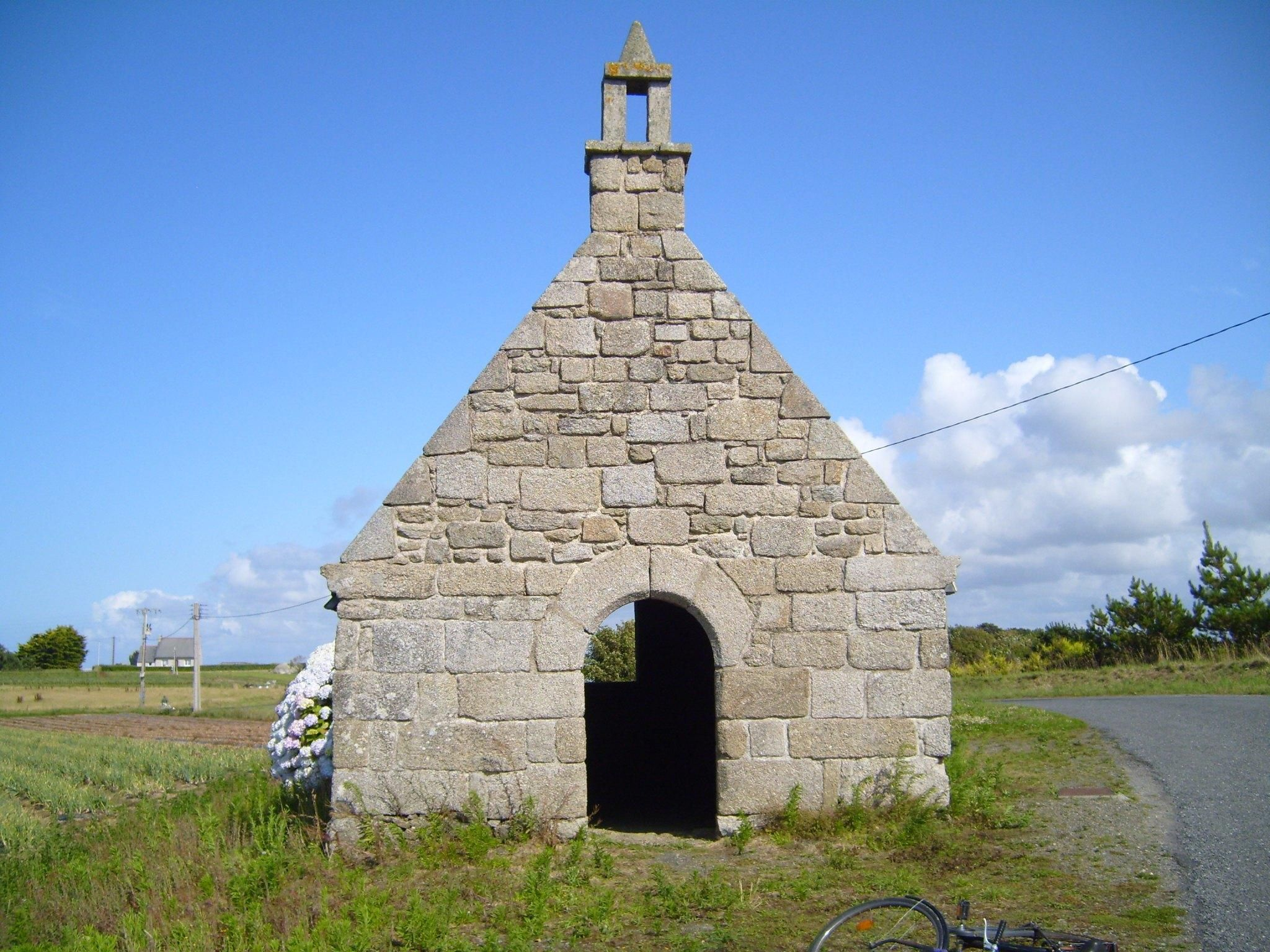
Kapelle Saint-Guénal